# Hubert Witting
Hubert Witting ist ehemaliger deutscher Skispringer.

## Werdegang
Sein internationales Debüt gab Witting beim Weihnachtsspringen 1958 auf der Kleinen Olympiaschanze in Garmisch-Partenkirchen, welches er mit Sprüngen auf 47,5 und 50 Metern vor Edi Heilingbrunner gewann. Daraufhin bestritt er nur wenige Tage später das Auftaktspringen zur Vierschanzentournee 1958/59 in Oberstdorf. Nachdem er dabei jedoch nur Rang 42 erreicht hatte, brach er die Tournee nach nur einem Springen ab und belegte Rang 56 der Gesamtwertung.
Bei der folgenden Vierschanzentournee 1959/60 startete er mit Rang 18 in Oberstdorf und erreichte damit das beste Einzelresultat seiner Karriere im Rahmen der Tournee. Nach einem 31. Platz auf der Großen Olympiaschanze in Garmisch-Partenkirchen erreichte Witting in Innsbruck und Bischofshofen noch einmal zwei Top-30-Platzierungen. In der Gesamtwertung erreichte er mit 773,1 Punkten den 19. Platz.
Im darauffolgenden Jahr bei der Vierschanzentournee 1960/61 bestritt Witting noch einmal das Springen in Oberstdorf, kam aber über Rang 62 nicht hinaus und belegte damit in der Gesamtwertung nur Rang 74.
Witting lebt noch heute in Garmisch-Partenkirchen und betreibt dort mit seiner Frau eine Ferienwohnung.

## Erfolge

### Vierschanzentournee-Platzierungen
| Saison  | Platz | Punkte |
| ------- | ----- | ------ |
| 1958/59 | 56.   | 174,5  |
| 1959/60 | 19.   | 773,1  |
| 1960/61 | 74.   | 174,5  |